# Cerfs et biches de Médina Al-Zahara

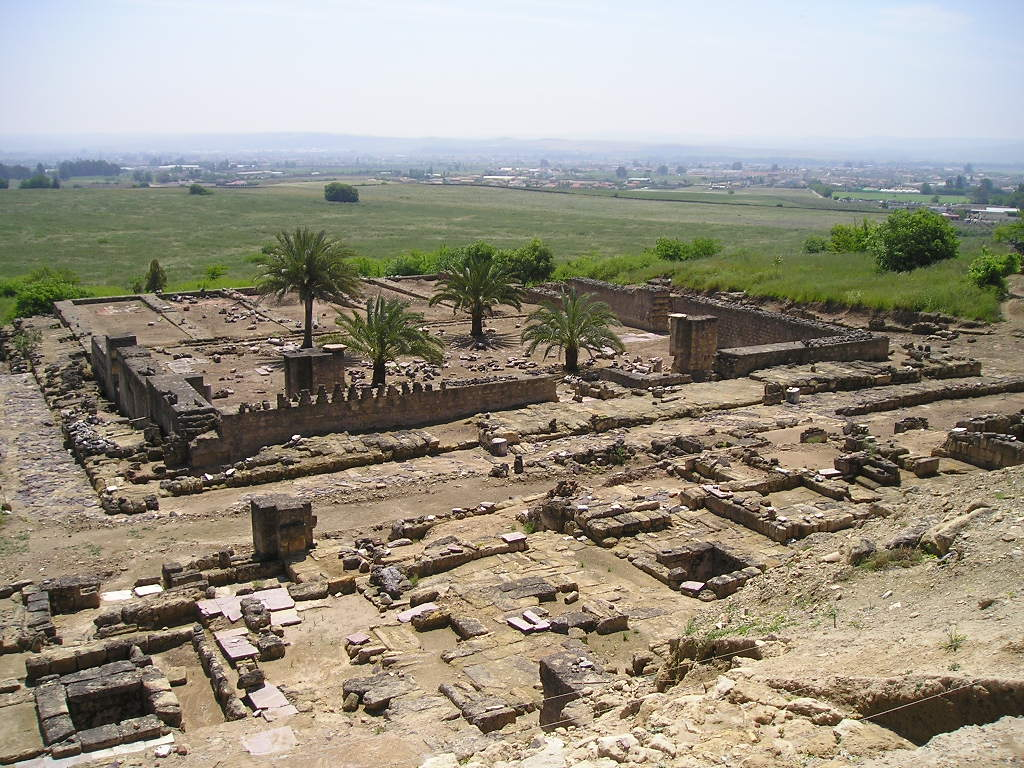
Mosquée de Médina Al-Zahara.

Le cerf et la biche de Médinat Al-Zahara sont deux gargouilles en bronze de l'époque Omeyyade entre 950 - 1001 durant le Califat de Cordoue. Elles furent découvertes au XVIe siècle ornant le bassin d'une fontaine en marbre d'une des suites du palais. 
Le cerf et la biche sont conservés respectivement au musée de Doha et de Cordoue.

## Découverte et histoire
Le cerf et la biche furent découverts par des moines du monastère Saint Jérôme de Valparaíso au XVIe siècle alors qu'ils cherchaient des pierres dans les ruines de la ville palatine. Elles étaient sur une pile rectangulaire en marbre et devaient se faire face sur des piédestal de marbre situés de façons opposées. Ambroise de Morales, chroniqueur de Philippe II et moine de ce monastère raconte cet épisode (pages 38 et 39 de son livre Las antigüedades de las ciudades de España).
La biche faisait partie du trésor du monastère avant d'être versé au fonds qui se trouve du musée archéologique et ethnologique de Cordoue. Le cerf fit partie du monastère de Guadalupe de Cáceres et disparut lors de la conquête napoléonienne, avant de réapparaître lors d'une vente aux enchères en 1997. Il fait désormais partie du musée d'Art islamique de Doha au Qatar.

## Conservation
La biche est exposée au Musée Archéologique National de Madrid, sous le numéro 1943/41/1.

## Caractéristiques
- Forme : biche et cerf.
- Matériel : bronze.
- Style : Fatimide
- Technique : sur-dorure, moule à la cire perdue, niellage et gravure.
- Hauteur : 32,3 centimètres.
- Longueur : 31,5 centimètres.
- largeur : 10 centimètres.